# 藤井俊怕
藤井 俊怕（生没年不詳）は、久保田藩の藩士。通称は監物。号は松窓や此面。

## 経歴
佐竹義堯の時代の安政4年（1857年）6月11日に副役、その後に評定奉行、町奉行などを勤めた。書などの趣味人でもあったとされる。
『秋田人名大事典・第二版』には、絵島生島事件（1714年1月12日）で八丈島に流罪になった幕臣・小普請方の金井六右衛門の妻は藤井の姉と書かれている。